# Husitske vojne
Husitske vojne (1420–1434) so na Češkem vodili cesar Sigmund Luksemburški in križarji proti husitom, pristašem Jana Husa.
Husitske vojne so bile prva vojna v Evropi, v kateri je bila uporaba strelnega orožja odločilna. Husitsko vojsko je v glavnem sestavljala pehota, vendar so njihove zmage pomenile začetek revolucije. V husitskih vojnah nobena stran ni dokončno zmagala, zato jih je rimskokatoliška cerkev morala priznati.

## Ozadje
Po zažigu Jana Husa 6. julija 1415 je husitsko gibanje postalo revolucionarno. Reformistično usmerjeni vitezi in plemiči Češke in Moravske, vznemirjeni zaradi usmrtitve Jana Husa, so poslali protestno pismo koncilu v Konstanco. V njem so ostro obsodili zažig Jana Husa. Cesar Sigismund Luksemburški je zažugal, da bo zlomil privržence Jana Husa in Johna Wycliffa. S to pretnjo je samo poslabšal stanje.
V raznih delih Češke so se začeli nemiri, rimskokatoliški duhovniki so bili izgnani. Sprva so se husiti razdelili v dve skupini. Utrakvisti so bili zmerni husiti, taboriti so bili skrajnejši. Taboriti so imeli sedež v mestu Tábor, v katero jih je pripeljal njihov general Jan Žižka. Na ruševinah stare trdnjave so zgradili novo mesto. V Taboru so veljali ideali enakosti za vse, pa tudi pravila o skupni lastnini.
Kralj Vaclav IV. je bil pod vplivom brata, cesarja Sigismunda Luksemburškega, in se je posvetil zatrtju husitskega gibanja. Mnogi pomembni husiti so zapustili Prago.

## Prva praška defenestracija
Čeprav so pomembni husiti zapustili Prago, so se težave nadaljevale. Kralj Vaclav je 6. julija 1419 postavil nov mestni svet, ki so ga sestavljali v glavnem Nemci in nasprotniki husitov. Izdajali so naloge za zapiranje husitov. V eni od husitskih procesij 30. julija 1419 so husiti pod vodstvom Jana Žižka zahtevali osvoboditev zaprtih tovarišev. Po zavrnitvi mestnih oblasti in ko je mestna straža nastopila proti ljudstvu, so husiti napadli mestni svet v Pragi. Napadalci so vrgli župana in nekaj svetnikov skozi okno, ljudje pa so jih takoj pobili. Ta dogodek se imenuje prva praška defenestracija. To je tudi začetek husitskih revolucionarnih bojev. Kralj Vaclav IV. je umrl dva tedna po tem dogodku.

## Začetek vojne
Skoraj vsi Nemci na Češkem so ostali zvesti papežu. Husiti so iz Češke izganjali Čehe in Nemce, ki so podpirali papeža. V Pragi so novembra 1419 izbruhnili nasilni spopadi husitov in plačancev, ki jih je najela kraljica Sofija kot regentka in vdova kralja Vaclava IV. Ko  je bil razrušen velik del mesta, sta obe strani 13. novembra 1419 razglasili premirje. Plemstvo je bilo za husite, a so še vedno podpirali regenta, zato so obljubili, da bodo poskušali podpisati sporazum s svetim rimskim cesarjem, bratom kralja Vaclava, Sigismundom Luksemburškim. Njegova žena je bila kraljica Barbara Celjska, hči grofa Hermana II. Celjskega, ki je umrl 1435. Meščani Prage so se strinjali s kompromisnim prihodom cesarjeve vojske v Prago.
Jan Žižka, ki je poznal izsiljevanje Sigismunda nad Vaclavom, saj je služil na dvoru kot hejtman (vrhovni general) vojske kralja Vaclava, je bil proti takemu kompromisu, zato je zapustil Prago in odšel v Plzen. Premagal je protihusitsko vojsko v bitki pri Sudomĕřu 25. marca 1420. Po zmagi je Jan Žižka odšel v Tabor, ki je postal sedež skrajnih husitov – taboritov, ki so priznavali samo dva sveta zakramenta in zavračali večino obredov rimskokatoliške cerkve.

## Vagenburška taktika
Husiti so odvisno od terena pripravljali kmečke vozove za obrambo tako, da so oblikovali kvadrat ali krog. Vozove so povezali z verigami, kolesa enega s kolesi drugega, kar je omogočalo, da so lahko hitro vpregli konje in jih pripravili za premik. Pred vozovi so skopali globok jarek. Posadko vsakega voza je sestavljalo 18–21 vojakov, od katerih so bili štirje ali osem strelci in dva s strelnim orožjem.
Bitka se je običajno odvijala v  dveh fazah. Prva faza je bila defenzivna, druga pa ofenzivni protinapad. V prvi fazi se je vojska postavila blizu sovražnika, ki so ga s topniškim ognjem izzivali na boj. Topništvo je iz bližine zadajalo sovražniku velike izgube. Da bi se izognili nadaljnjim izgubam, so  sovražniki začeli napad. Tedaj so husitski strelci streljali na konje in sovražnik je ostal brez konjenice. Mnogi vitezi so pri tem umrli. Drugi del vitezov so napadli s strelnim orožjem, s katerim so bili sposobni prebiti oklep.
Ko je sovražnikova morala upadla, so husiti krenili v protinapad, običajno na bočni strani. Sovražnik ni mogel vzdržati boja na krilih in streljanja z vozov, zato so bili prisiljeni k umiku. Težki vitezi se niso mogli umikati z isto hitrostjo kot drugi in so imeli velike izgube. Izgube so bile večje, ker so vedeli, da husiti niso zadrževali vojnih ujetnikov.

## Prva protihusitska križarska vojna 1420
Po smrti brata Vaclava je Sigismund Luksemburški zahteval češko krono. Papež Papež Martin V. mu je Češko predal leta 1420.  17. marca 1420 je razglasil tudi križarsko vojno proti viklifovcem, husitom in drugim heretikom Češke. Sigismund Luksemburški in nemški princi so zbrali veliko vojsko raznih avanturistov iz vseh delov Evrope, ki so prišli z upanjem na plen. Sigismundova vojska je najprej oblegala Prago. Žižka je zmagal v Vitkovu in Višehradu. Začela so se tudi pogajanja husitov in katolikov o premagovanju verskih razlik.
Husiti so oblikovali svoje zahteve s svojo doktrino. Sigismund jih je zavrnil. Boji so se nadaljevali, a husiti so bili uspešnejši. Že novembra 1420 je bila skoraj vsa Češka v husitskih rokah.

## Druga protihusitska križarska vojna in državljanska vojna
Husiti so bili razdvojeni zaradi medsebojnih spopadov. Velika nemška vojska je napadla Češko avgusta 1421. Na začetku so bili uspešni in zavzeli Kutno Goro, a jim ni uspelo zavzeti kraja Žatec. Janu Žižki je uspelo premagati vojsko Sigismunda Luksemburškega v bitki pri Nebovidu in Nemeckem Brodu 6. januarja 1422. Kraljeva vojska je bila močno poražena in je ostala brez 12.000 vojakov.
Ponovno so tudi v Pragi in Taboru izbruhnili spori med husiti. Poljska in Litva sta bili v sporu s Sigismundom Luksemburškim, zato so husiti leta 1422 zaprosili Sigismunda Korbuta, nečaka poljskega kralja, naj postane njihov kralj. Priznali so ga utrakvisti, meščani Prage in zmerni taboriti. Husiti so imeli svojega kralja le kratek čas, ker je že leta 1423 poljski kralj podpisal sporazum s Sigismundom Luksemburškim. Po tem je izbruhnila državljanska vojna med taboriti in utrakvisti. Taboriti pod vodstvom Jana Žižke so zmagali in hitro za tem sklenili premirje v Konopištu, da bi husiti združeni dočakali novo zunanjo nevarnost.

## Tretja protihusitska križarska vojna
Papežu je uspelo sklicati novo križarsko vojno proti husitom. Sodelovali naj bi Poljaki, Litovci, Danci in Nemci. Tretja križarska vojna je bila popoln neuspeh. Poljaki in Litovci se niso hoteli boriti proti Čehom, kralj Danske je prišel do Nemčije z veliko vojsko, a se je vrnil. Nemcem so sodelovanje preprečili notranji spori.
Husiti so bili ponovno osvobojeni zunanje nevarnosti, a je nastal ponoven notranji spopad med taboriti in utrakvisti. Taboriti so pod Janom Žižkom premagali utrakviste 4. avgusta 1423 pri Hradcu Královém. Septembra 1423 je bil sklenjen mir med husiti.

## Pohodi 1426 in 1427
Po smrti Jana Žižke so husiti dobili novega velikega vodjo Prokopa Velikega, ki je premagal Nemce v bitki pri Usti nad Labo. Po tej veliki zmagi in zmagi v bitki pri Tahovu 1427 so husiti pogosto napadali Nemčijo brez namena, da bi trajno zasedli ozemlje.

## Poljska in litovska vloga
Od leta 1421 do 1427 so husiti dobivali vojno pomoč od Poljakov. Čeprav so bili katoliki, so podpirali husite zaradi sovraštva in maščevanja nad Nemčijo. Glavni motiv je bil poljsko-litovsko-tevtonska vojna (1409–1411). Jan Žižka je zato ponudil krono Češke Jagelovičem. Ko so jo zavrnili, so jo ponudili velikemu vojvodi Litve, ki bi jo prevzel, če bi rimskokatoliška cerkev priznala husite. Končno je leta 1424 Sigismund Korbut, nečak poljskega kralja, ponovno postal kralj Češke s ciljem, da bi združil husite in rimskokatoliško cerkev. Včasih se je moral boriti tudi proti taboritom, ki se niso nameravali združiti z rimskokatoliško cerkvijo.
Husiti so odkrili poljske izdajalske načrte, naj bi se husitska vojska predala Sigismundu Luksemburškemu in leta 1427 so zajeli Sigismunda Korbuta.

## Pohodi Prokopa Velikega
Prokop Veliki je vodil več husitskih napadov na bližnje dežele: Poljsko, Saško, Madžarsko, Šlezijo, Lužice in Meissen. Cilj napadov je bil  ustrahovati nasprotnike. Napad je bil usmerjen vedno proti državi ali območju, ki je zagotavljalo vojsko za protihusitske vojne. Z napadi so želeli preprečiti ponovno rekrutacijo ljudi s teh območij.
Husiti so se ušteli. Čeprav so opustošili te države, so še vedno vojski zagotavljale vojake. V eni od vojn med Nemci in Poljaki so husiti pomagali Poljakom. Prišli so skoraj do izliva Visle v Baltsko morje.

## Mirovna pogajanja in ponovne vojne
Ker so husiti zmagali v zelo veliko bitkah, sta Nemčija in rimskokatoliška cerkev izgubili vsako upanje, da jih pokorita z orožjem. Nemški knezi so se bali, da se bodo husitske ideje razširile v njihove dežele. Mnogi husiti, posebej utrakvisti so se nadejali mirovnega sporazuma. Prva pogajanja naj bi bila na koncilu v Baslu 3. marca 1431. Rimskokatoliška cerkev se je težko strinjala, da bodo prisotni heretiki, a ni hotela sprejeti husitskih zahtev, naj sodelujejo tudi pravoslavci.
Vseeno je rimskokatoliška cerkev hotela še eno priložnost, da bi si s silo podjarmila husite in je 1. avgusta 1431 začela še eno veliko križarsko vojno. Križarska vojska je zbežala takoj, ko je prišla v stik s husitsko vojsko pod vodstvom Prokopa Velikega.

## Mirovni sporazum
Po zlomu križarskega pohoda so katoliki oktobra 1431 sklicali husite na koncil v Baslu. Pogajanja so zamujala, a husitska delegacija je le prišla na koncil leta 1433. Pogajanja so se spet zamaknila, medtem pa je izbruhnila vojna med taboriti in utrakvisti, v kateri so bili taboriti poraženi, Prokop Veliki pa je umrl.
Končno je bil 5. julija 1436 sklenjen mirovni sporazum med rimskokatoliško cerkvijo in husiti. Utrakvistični religiozni običaji husitov so ostali  veljavni vse do leta 1620, ko so jih prepovedali. Tudi v Taboru je bila vzpostavljena ceremonija utrakvistov.

## Posledice
Rimskokatoliška cerkev je imela zaradi uspeha utrakvistov (husitov) na Češkem velike izgube. Največji del vernikov je odpadel, cerkvena organizacija je na večjem delu kraljestva razpadla, zemljiške posesti so jim bile odvzete v korist plemstva. Že tako mogočnemu plemstvu je zaradi pripadanja cerkvenih posestev uspelo zamajati ravnotežje moči med njimi in kraljem. Kraljevski svet je dobil premočno vlogo (svet je nadziralo veliko plemstvo ob pravici glasovanja malega plemstva in mest) v državi, kraljevska oblast je po Jiříju Poděbradskem izgubila vsako vsebino. Zaradi vloge v husitskem gibanju so si mesta in malo plemstvo zagotovili mesto v svetu (in s tem udeležbo pri upravljanju države). Dolgotrajne vojne, nestabilnost in slabljenje rimskokatoliške cerkve so povzročile gospodarsko nazadovanje, izgubo kulturnih vezi in povečan pritisk plemstva na kmete. V Češki je bila poleg nepomembne rimskokatoliške cerkve ustanovljena še utrakvistična cerkev kot naslednica Husovih pridig, v tem času pa je nastala tudi skupnost bratov ali češki bratje, ki temelji na naukih Jana Husa. Utrakvisti in ta skupnost so imeli bogoslužje v češkem jeziku. Husitsko gibanje je bilo prvo močno reformatorsko gibanje in izjemno vplivalo na poznejšo evropsko reformacijo, katere posledica je bila nastanek protestantske cerkve.